# Quimera de Arezzo

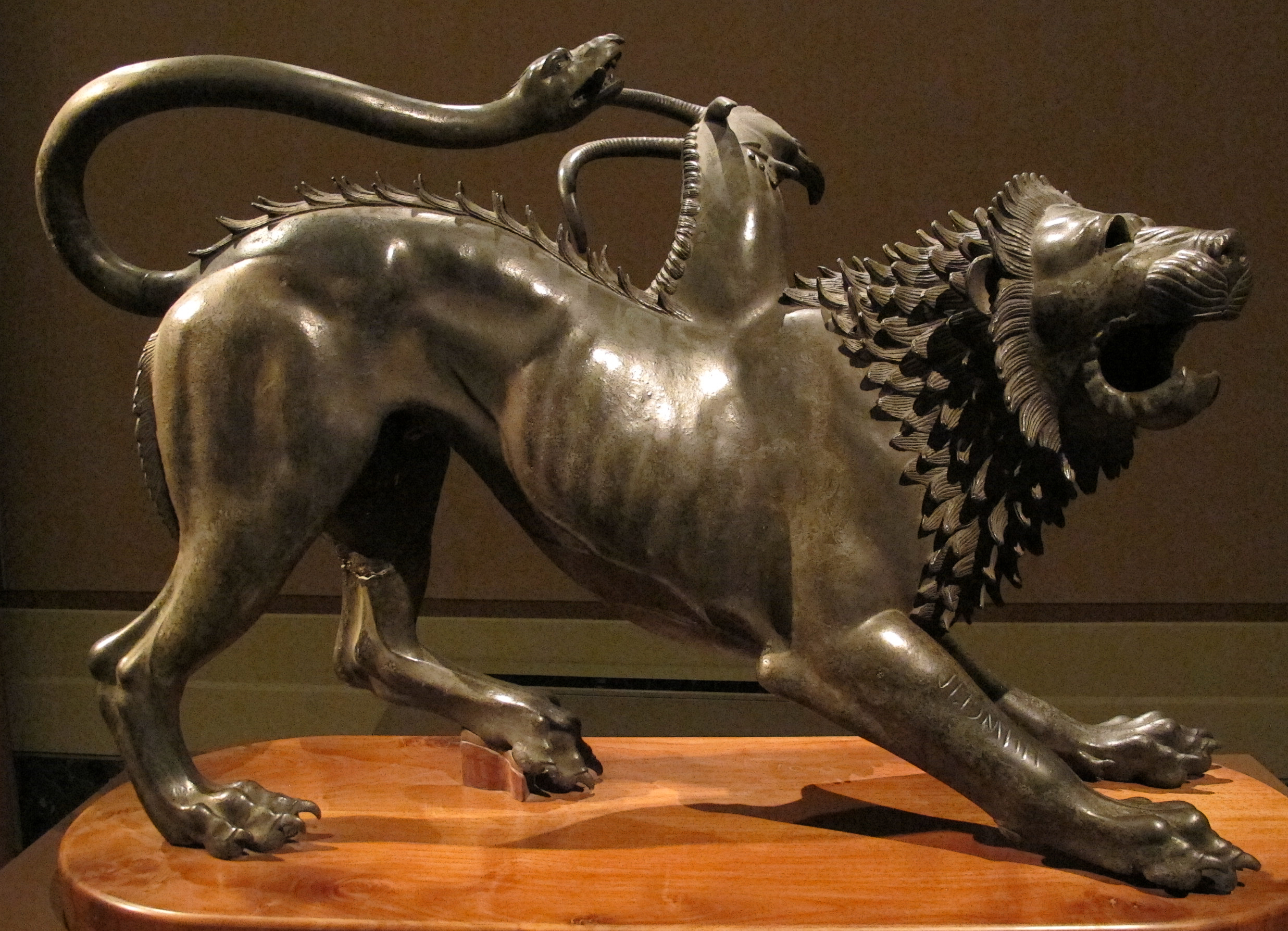
Quimera de Arezzo.

La Quimera de Arezzo de bronce es uno de los ejemplos más conocidos del arte etrusco. Fue hallado en Arezzo en 1553, una antigua ciudad etrusca y romana en Toscana y fue rápidamente reclamada para la colección del Gran Duque de Toscana, Cosme I de Médici, quien la expuso al público en el Palazzo Vecchio, y colocó piezas de bronce de menor tamaño en su propio estudio en el Palazzo Pitti.

El Duque se entretenía con gran placer limpiándolas él mismo, con algunas herramientas de orfebre.
 Benvenuto Cellini. Autobiografía.

La Quimera todavía se conserva en Florencia, actualmente en el museo arqueológico. Mide aproximadamente 80 centímetros de altura.
En la mitología griega, la monstruosa Quimera devastaba su lugar natal, Licia (ubicada en lo que hoy es Turquía), hasta que le dio muerte el héroe Belerofonte. En un principio, los descubridores de la estatua en Arezzo pensaron que la estatua representaba a un león, debido a que su cola, que debiese tener (según la leyenda) la forma de una serpiente, se había perdido. Sin embargo, pronto se vio que se trataba de la Quimera del mito y, de hecho, la cola fue finalmente recuperada entre otras piezas de bronce, según Giorgio Vasari. La actual cola es una restauración del siglo XVIII.
La Quimera formaba parte de un aún mayor tesoro de estatuas de bronce enterradas en algún momento de la antigüedad. Fueron encontradas por casualidad, mientras se construían zanjas a las afueras de la ciudad, justo en la parte exterior de la Porta San Laurentino, sin embargo la imagen de Belerofonte que debería acompañar a la quimera no se ha encontrado. Actualmente, una réplica del mismo material se exhibe en aquel lugar.
En su pata delantera hay una inscripción, que tras numerosas lecturas se ha llegado a la conclusión que dice TINSCVIL, cuya traducción sería «donada al dios Tinia» demostrando que la Quimera era un elemento usado para venerar al dios etrusco del día, Tinia.
La firma alemana Adidas se inspiró en la Quimera para el diseño del balón oficial de la Copa Mundial FIFA de 1990 "Etrusco" pues en el diseño de las tríadas aparecen tres cabezas de león con cierto parecido a la de la Quimera * 